# Jaswa
Die Jaswa (russisch Я́зьва) ist ein linker Nebenfluss der Wischera in der Region Perm im europäischen Teil Russlands.
Die Jaswa entspringt im Nördlichen Ural. Sie durchfließt das Uralgebirge im Rajon Krasnowischersk in westlicher Richtung. Die Jaswa mündet westlich von bzw. unterhalb von Krasnowischersk bei Ust-Jaswa linksseitig in die Wischera. Die Jaswa hat eine Länge von 162 km. Sie hat ein Einzugsgebiet von 5900 km². Sie ist zwischen Ende Oktober und Ende April eisbedeckt. Ihr mittlerer Abfluss beträgt 70 m³/s.